# Đất khổ
Phim Đất Khổ (phụ đề tiếng Anh: Land of Sorrows) là một phim về chiến tranh Việt Nam. Truyện phim với kịch bản dựa trên tác phẩm Đêm nghe tiếng đại bác và cuốn Giải khăn sô cho Huế của Nhã Ca. Trịnh Công Sơn đóng vai chính trong cuốn phim này. Trong phim còn có mặt kỳ nữ Kim Cương, nhà văn Sơn Nam, diễn viên Bạch Lý, nghệ sĩ ưu tú Thành Lộc khi đó mới 8 tuổi...

## Lịch sử
Đất khổ được quay từ năm 1971, hoàn tất vào năm 1973, và phát hành tại miền Nam Việt Nam vào năm 1974, thời lượng 102 phút, do đạo diễn Hà Thúc Cần thực hiện. Sau khi hoàn thành, bộ phim chỉ được chiếu 2 lần cho công chúng Việt Nam Cộng hòa rồi bị bỏ quên. Phim Đất khổ gần như bị quên lãng trong xó hầm nhà Washnis - một nhà đầu tư phim ở Hoa Kỳ trong thập niên 1970. George Washnis là chồng của một nhà sản xuất phim ảnh có mối liên hệ mật thiết với Đất khổ. George Washnis và vợ rời Việt Nam, mang theo một ấn bản của Đất khổ. Khi cặp vợ chồng này ly dị, Đất khổ thuộc sở hữu của ông George Washnis và được cất giữ niêm phong trong nhà kho Washnis. Năm 1996, George Washnis liên lạc với Viện Phim ảnh Hoa Kỳ (AFI) (ở Kennedy Center, Washington, D.C.), nhờ phổ biến phim Đất khổ. Nhờ đó, lần đầu tiên phim Đất khổ được chiếu ở rạp hát AFI. Phim sau được phát bán ở hải ngoại nhưng vì bìa in hình cờ đỏ sao vàng nên bị cộng đồng người Mỹ gốc Việt phản đối, khiến nhà sản xuất phải thay bìa mới. Tại Việt Nam phim bị cấm lưu hành.
Một trích đoạn phim với diễn xuất của Trịnh Công Sơn đã được trình chiếu tại Việt Nam vào năm 2008, nhân dịp tưởng niệm 7 năm ngày mất của ông.

## Nội dung
"Cốt truyện xoay quanh ảnh hưởng của cuộc chiến lên một gia đình ở miền Nam (Huế), những mâu thuẫn giữa các quyết định ra đi hay ở lại của từng người trước viễn tượng Huế rồi cả miền Nam sắp thất thủ. Đất Khổ là câu chuyện của tình yêu: tình ruột thịt, lòng yêu nước, sự gắn bó với văn hóa và tiếng nói của giống nòi, và mối tình trong trắng nhưng ngang trái vì chiến tranh của người con gái. Cuốn phim gợi lên nhiều suy nghĩ và người xem liên tưởng đến chiến tranh Iraq ngày nay và những bài học không thể không rút ra." .

## Liên kết
1. ↑  "Tin tức, hình ảnh, video clip, scandal sao Việt & thế giới". Chuyên mục văn hoá giải trí của VnExpress. Truy cập ngày 27 tháng 9 năm 2015.[liên kết hỏng]
2. 1 2  "Về phim Đất khổ"
3. ↑  Theo
4. ↑  "Diễn viên Trịnh Công Sơn 'ra mắt' khán giả".
5. ↑  Theo DAT KHO - Land of Sorrows Lưu trữ ngày 19 tháng 6 năm 2008 tại Wayback Machine

- Giới thiệu phim "Đất Khổ"
- Đinh Từ Bích Thúy nói về phim "Đất khổ"
- liên kết ngoài[liên kết hỏng]
- Đất khổ trên Internet Movie Database
- Giải khăn sô cho Huế Lưu trữ ngày 24 tháng 9 năm 2015 tại Wayback Machine Tủ sách Talawas